# Phanerotoma sardiana
Phanerotoma sardiana är en stekelart som beskrevs av Herbert Zettel 1990. Phanerotoma sardiana ingår i släktet Phanerotoma och familjen bracksteklar. Inga underarter finns listade i Catalogue of Life.